# Juliusz Krajewski
Juliusz Krajewski (ur. 3 września 1905 w Żółkwi, zm. 17 stycznia 1992 w Warszawie) – polski malarz, aktywny zwolennik realizmu socjalistycznego.

## Życiorys
Urodził się w rodzinie Aleksandra i Jadwigi z domu Rozwadowskiej (1881–1959). Studiował prawo na Uniwersytecie Jana Kazimierza we Lwowie, a następnie w latach 1929–1935 studiował malarstwo na Akademii Sztuk Pięknych w Warszawie u Mieczysława Kotarbińskiego. Po ukończeniu studiów przystąpił wraz z małżonką Heleną Malarewicz-Krajewską do grupy artystycznej „Czapka Frygijska” jednoczącej malarzy o poglądach lewicowych, i uczestniczył w wystawach tej grupy.
Po wrześniu 1939 znalazł się we wcielonym do ZSRR Białymstoku. W 1944 w Lublinie zaczął działać w Związku Polskich Artystów Plastyków. Był wiceprezesem Związku (1944–1949), a następnie prezesem (1949–1952).
W latach 1948–1950 był profesorem Wyższej Szkoły Sztuk Plastycznych w Warszawie przed jej wcieleniem do ASP. Został członkiem podstawowej organizacji partyjnej PPR przy Związku Plastyków. Pod koniec roku 1945 zamieszkał w Warszawie. Po ogłoszeniu w roku 1949 obowiązującej doktryny realizmu socjalistycznego, wraz z żoną stworzyli wiele obrazów o tytułach np. Ziemia chłopom, Podziękowanie traktorzyście, Towarzysz Bierut wśród robotników, Brygada młodzieżowa na szybkościowcu. W 1950 otrzymał Państwową Nagrodę Artystyczną II stopnia w dziale plastyki za obrazy Przodownica i Rok 1944 w Lubelszczyźnie.

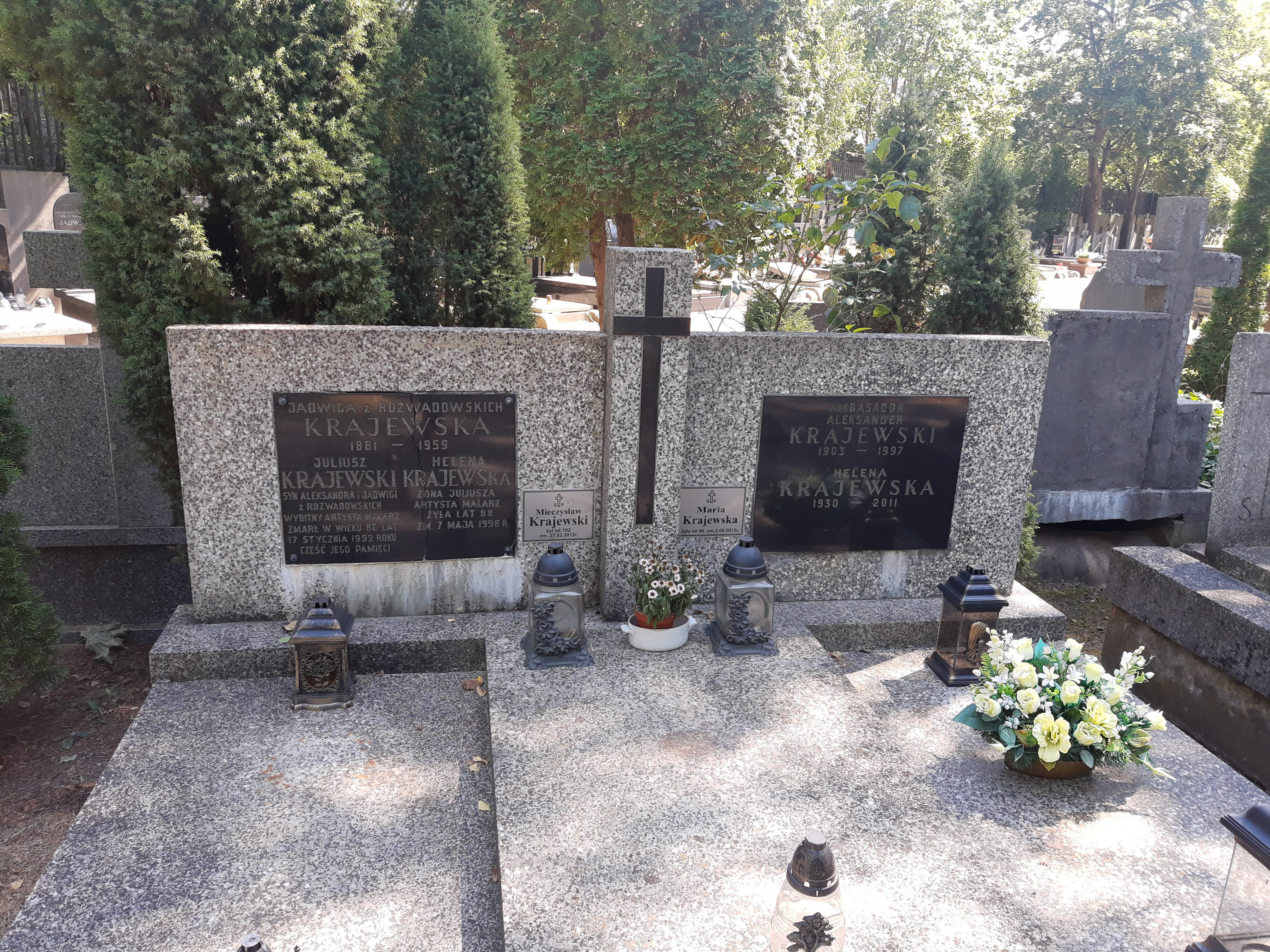
Grób rodzinny Jadwigi Jasieńczyk-Krajewskiej na cmentarzu Wojskowym na Powązkach, w którym spoczywają Juliusz i Aleksander Krajewscy.

W 1952 został członkiem założycielem grupy „Malarzy realistów”. W latach 1962–1969 uczestniczył w wystawach grupy „Zachęta”. W grudniu 1985 odbyła się w warszawskiej galerii „Zachęta” wystawa dzieł Heleny i Juliusza Krajewskich. Po roku 1989 niektóre obrazy Krajewskich zostały przekazane do galerii sztuki socrealistycznej muzeum Zamoyskich w Kozłówce.
Zmarł 17 stycznia 1992 w Warszawie, pochowany na cmentarzu Wojskowym na Powązkach (kwatera GII DOD-3-5/6).

## Ordery i odznaczenia
- Order Sztandaru Pracy II klasy (1974)[5]
- Krzyż Kawalerski Orderu Odrodzenia Polski (15 lipca 1954)[6]
- Medal 10-lecia Polski Ludowej (19 stycznia 1955)[7]
- Dyplom honorowy Związku Artystów Plastyków ZSRR (1979)[8]